# Backlash 2017
Backlash 2017 è stata la tredicesima edizione dell'omonimo evento in pay-per-view prodotto annualmente dalla WWE. L'evento, esclusivo del roster di SmackDown, si è svolto il 21 maggio 2017 all'Allstate Arena di Rosemont (Illinois).

## Storyline
A WrestleMania 33, Randy Orton ha sconfitto Bray Wyatt, vincendo il WWE Championship per la nona volta in carriera. Nella puntata di Raw del 10 aprile, per effetto dello Shake-Up, Wyatt è stato spostato dal roster di SmackDown a quello di Raw e, nonostante il cambio del brand, Wyatt ha ottenuto il suo rematch a Payback (un House of Horrors match) senza, però, il titolo in palio. Nell'episodio di SmackDown del 18 aprile, i Bollywood Boyz (Gurv Sihra e Harv Sihra) hanno fatto il loro debutto a SmackDown, cambiando il loro nome in The Singh Brothers e aiutando Jinder Mahal a sconfiggere Dolph Ziggler, Mojo Rawley, Erick Rowan, Luke Harper e Sami Zayn in un Six-Pack Challenge match, permettendo a Mahal di diventare il primo sfidante al WWE Championship a Backlash. In seguito, a Payback, Mahal e i Singh Brothers (nuovo nome dei Bollywood Boyz) sono intervenuti contro Randy Orton durante l'House of Horrors match contro Bray Wyatt, causando la vittoria di quest'ultimo.
Nella puntata di SmackDown dell'11 aprile, per effetto dello Shake-up, lo United States Champion Kevin Owens è stato spostato da Raw a SmackDown. Nonostante il cambio di roster, il rematch titolato tra Owens e Chris Jericho di Payback è stato confermato ed il vincitore del match sarebbe stato trasferito nel roster di SmackDown. Sempre nella stessa puntata, è stato indetto un Triple Threat match tra AJ Styles, Baron Corbin e Sami Zayn (anche lui passato, come Owens, da Raw a SmackDown) per determinare il primo sfidante allo United States Championship a Backlash; a vincere il match è stato AJ Styles, che ha effettuato lo schienamento vincente ai danni di Baron Corbin. Il 30 aprile, a Payback, Chris Jericho ha sconfitto Kevin Owens conquistando lo United States Championship e, a seguito di questa vittoria, è stato trasferito nel roster di SmackDown. Tuttavia, il 2 maggio a SmackDown, Owens ha riconquistato lo United States Championship sconfiggendo Chris Jericho. Di conseguenza il match per lo United States Championship a Backlash sarà tra Kevin Owens e AJ Styles.
Nella puntata di SmackDown del 25 aprile i Breezango (Fandango e Tyler Breeze) hanno sconfitto gli Ascension (Konnor e Viktor) in un Beat the Clock Challenge match, diventando i contendenti n°1 allo SmackDown Tag Team Championship degli Usos (Jimmy Uso e Jey Uso). Siccome sono riusciti a vincere il match più velocemente rispetto agli American Alpha, i quali avevano precedentemente sconfitto i Colóns (Primo ed Epico), è stato annunciato un match titolato per Backlash tra i Breezango e gli Usos.
Il 1º maggio è stato annunciato il debutto di Shinsuke Nakamura a SmackDown durante Backlash, e tale incontro avverrà contro uno sfidante misterioso. Tale avversario, tuttavia, si è rivelato essere Dolph Ziggler nella puntata di SmackDown del 9 maggio.
Nella puntata di SmackDown del 2 maggio il match titolato tra la SmackDown Women's Champion Naomi e Charlotte Flair è terminato in doppia squalifica a causa dell'intervento di Carmella, Natalya e Tamina. Dopo varie vicissitudini (che hanno coinvolto anche Becky Lynch) è stato annunciato un Six-woman Tag Team match tra Becky Lynch, Charlotte Flair e Naomi contro Carmella, Natalya e Tamina.
Il 16 maggio è stato annunciato che Aiden English affronterà Tye Dillinger nel Kick-off di Backlash.
Nella puntata di SmackDown del 9 maggio Erick Rowan ha sconfitto Luke Harper in maniera scorretta. Il 16 maggio, dunque, è stato sancito un match tra i due per Backlash.
Dopo che nelle varie puntate di SmackDown Baron Corbin e Sami Zayn si sono attaccati vicendevolmente, Corbin è stato sospeso temporaneamente per aver attaccato Zayn durante Talking Smack. Un match tra Corbin e Zayn è stato annunciato per Backlash.

## Risultati
| #       | Incontri                                                                                              | Stipulazioni                                              | Durata |
| ------- | --- | --------------------------------------------------------- | ------ |
| Kickoff | Tye Dillinger ha sconfitto Aiden English                                                              | Single match                                              | 08:20  |
| 1       | Shinsuke Nakamura ha sconfitto Dolph Ziggler                                                          | Single match                                              | 15:50  |
| 2       | Gli Usos (c) hanno sconfitto i Breezango                                                              | Tag team match per il WWE SmackDown Tag Team Championship | 09:15  |
| 3       | Sami Zayn ha sconfitto Baron Corbin                                                                   | Single match                                              | 14:35  |
| 4       | Carmella, Natalya e Tamina (con James Ellsworth) hanno sconfitto Becky Lynch, Charlotte Flair e Naomi | Six-woman tag team match                                  | 10:05  |
| 5       | Kevin Owens (c) ha sconfitto AJ Styles per count-out                                                  | Single match per il WWE United States Championship        | 21:10  |
| 6       | Luke Harper ha sconfitto Erick Rowan                                                                  | Single match                                              | 09:00  |
| 7       | Jinder Mahal (con i Singh Brothers) ha sconfitto Randy Orton (c)                                      | Single match per il WWE Championship                      | 15:45  |